# Jean-Jacques Henner
Jean-Jacques Henner (født 5. marts 1829 i Bernwiller, Alsace, død 23. juli 1905 Paris) var en fransk maler.
Efter i Paris at have studeret under François-Édouard Picot og Michel Martin Drolling, vundet Rom-Prisen (1858), i Italien, hvor han malede flere billeder for Colmar-Museet, arbejdet under Jean-Hippolyte Flandrin og under indtryk fra de venetianske kolorister og Correggio, debuterede han 1863 på Salonen, bl.a. med et portræt af Jean-Victor Schnetz; men først Susanna i badet skaffede ham kunstnerry, han blev kaldt "den moderne Correggio". Med dette arbejde brød Henner også ny baner for den fransk kunst. Henners pensel fremstillede kvindeformens overflade vibrerende lysende, næsten for smeltende udflydende. Derefter malede Henner det skønne Biblis, Kvinde på den sorte divan, atter og atter hvide kvindelegemer, hvis omrids taber sig i den dunkle landskabelige baggrund med den sene aftentimes blødt indhyllende skumring, billeder uden handling, men med en mild og sart stemning. Hans religiøse malerier er prægede af samme ånd og farvestemning, eksempelvis Den barmhjertige samaritan og Den døde Kristus. Også i sin portrætkunst arbejder Henner med samme begrænsede farveskala og samme følsomme grundtone: mange kvindeportrætter, portræt af Chanzy, Picard, Abbe Hayard med flere. Efterhånden gled denne kunst over i en for stereotyp manér.